# Staticobium otolepidis
Staticobium otolepidis är en insektsart. Staticobium otolepidis ingår i släktet Staticobium och familjen långrörsbladlöss. Inga underarter finns listade i Catalogue of Life.